# Evans Bentivogli
Evans Bentivogli (20 settembre 1953 – Padova, 17 dicembre 2013) è stato un dirigente sportivo italiano.
È considerato il padre del Korfball in Italia.

## Biografia
Diplomato all'Isef di Urbino nel 1975 e diplomato in fisiochinesiterapia; è stato per anni professore di educazione fisica all'ITG Belzoni di Padova.
È stato fondatore dell'Evansalus Club Padova nel 1989 e promotore e cofondatore della polisportiva padovana Patavium 2003 insieme a Matteo Venturini.
Con l'Evansalus Club è stato vincitore di tre titoli italiani (nel 2007, 2009 e 2011); vanta anche la partecipazione a due edizioni di Europa Cup (la Champions League del Korfball).
Sposato aveva un figlio. È morto il 17 dicembre 2013 all'età di 60 anni.